# Oddworld: Stranger's Wrath
Oddworld: Stranger's Wrath è uno sparatutto fantascientifico appartenente alla saga di Oddworld. Il gioco introduce notevoli innovazioni al motore grafico: il mondo è riprodotto con vari particolari, come le persone che camminano fra le strade cittadine e che compiono svariate azioni; le ambientazioni sono un misto fra western e fantasy. A differenza dei precedenti, in questo capitolo della serie non sono gli enigmi a farla da padroni, bensì l'azione, e quest'ultima è presente in maniera frenetica.

## Trama
La storia si apre di fronte ad uno Straniero (Stranger), un cacciatore di taglie dall'oscuro passato e dal temperamento irruente, che caccia strenuamente le sue prede per riscuotere quanti più Moolah (la valuta locale) possibili, per poter pagare un'operazione chirurgica di vitale importanza. Giunto alla prima città e dopo aver catturato abbastanza fuorilegge si reca da un dottore Saddik, molto avaro ed esperto nelle operazioni di chirurgia. 
Entrato nel suo ufficio, il dottore gli comunica che "L'operazione potrebbe essere un tantino complicata", tant'è che lo Straniero viene poi a sapere che l'operazione costa non meno di 20.000 Moolah. Ormai sa cosa deve fare: guadagnare più Moolah possibili per pagare l'operazione, che consisterebbe nella rimozione delle due zampe posteriori (lo Steef ha 6 zampe tra cui 2 anteriori, braccia, 4 posteriori) effettivamente unendole a quelle anteriori, per non farsi riconoscere da Sekto, famigerato cacciatore di Steef. 
Lo Straniero si reca quindi a Buzzarton, la città successiva, catturando fuorilegge e accumulando altri Moolah. Una volta catturate tutte le taglie a Buzzarton, l'impiegato fa sapere allo Straniero che è ricercata una testa di Steef; avendo accettato la sfida, l'impiegato dell'ufficio taglie telefona a Sekto: lo Straniero ci parla, e gli dice che sa dove trovare uno Steef per 20.000 Moolah. Dopo la chiamata, Sekto chiama uno dei suoi scagnozzi: D. Caste Raider, incaricandolo di scovare lo Straniero. La prossima città dove si recherà lo Straniero è New Yolk City, e dopo aver catturato tutte le taglie anche qui, si appresta a cercare l'ufficio del dottore lungo il fiumo Mongo. 
Raggiunto l'ufficio, gli si presenta davanti un brutto spettacolo: il Saddik è stato impiccato da D.Caste Raider che dopo uno scontro con lo Straniero, trae in inganno quest'ultimo catturandolo. Quest'ultimo si risveglia appeso per una corda al soffitto, molti fuorilegge e D. Caste Raider sono presenti. Mentre i banditi cercano di estorcere informazioni dallo Straniero su dove si nasconda lo Steef, egli agitandosi lascia cadere per sbaglio il foglio in cui il dottore aveva stampato lo schema dell'operazione. D. Caste Raider, stupito, capisce così che in realtà lo Straniero è uno Steef. Poco prima di essere ucciso viene liberato grazie ad un'imboscata, grazie alla quale lo Straniero uccide i fuorilegge e riesce a scappare.
Arriva ora in un villaggio di Grubb popolazione indigena che venera lo Steef; qui egli comprende che a salvarlo da D. Caste Raider erano stati proprio loro. Rifocillato e vestito di una nuova armatura donatagli dai Grubb, lo Steef parte alla ricerca di Sekto. Per raggiungere la base di Sekto situata dentro una diga, lo Straniero ha bisogno di una barca. Raggiunto il molo, i Grubb gli mostrano quindi una vecchia barca danneggiata, e si promettono di ripararla nel minor tempo possibile. 
Il villaggio nel frattempo, viene attaccato dai Wolvark, soldati di Sekto. Così lo Straniero sventa l'assedio e, al suo ritorno al molo, la barca è stata riparata. Quindi, navigando attraverso il fiume, lo Steef raggiunge l'ultima città dei Grubb ancora in piedi (Last Legs) dove è in corso una guerra tra Grubb e Wolvarks. Dopo aver sconfitto gli invasori, i Grubb fanno fuoco con le catapulte e distruggono la barricata che bloccava l'accesso alla caverna per la diga di Sekto. Dopo essere entrato nella diga, i Grubb la attaccano con le catapulte mentre lo Straniero entra nell'ufficio di Sekto. Dopo averlo sconfitto, lo alza e ruggisce, in segno di vittoria. La diga crolla ma lo Straniero riesce a sopravvivere. Sekto ora giace a terra, circondato dai soldati Grubb e lo Straniero. Improvvisamente si scopre che è stato tutto un inganno: Sekto era in realtà un parassita che aveva posseduto l'anziano steef. L'anziano steef gli chiede se le acque sono libere, e lo Straniero risponde: "Si, sono tutte libere". Alla fine emette il suo ultimo respiro, e poco lontano si vede il vero Sekto, un demone dalle sembianze di seppia, scomparire tra le acque.

## Personaggi

### Stranger (Lo Straniero)
Lo Straniero è il protagonista del gioco, viene chiamato così perché nessuno sa quale sia il suo vero nome. Fisicamente è molto forte e agile, pesa sui 117 kg se non porta gli stivali, altrimenti ne peserebbe 176. Lo Straniero sembra un incrocio tra un leone (la testa), un gorilla (per le braccia) e ad un centauro (per le gambe). Di professione fa il cacciatore di taglie e la sua arma è una balestra retrattile con doppio carrello, che spara "munizioni viventi". Non si sa nulla della sua storia passata. Lo Straniero in realtà è l'ultimo Steef rimasto (oltre all'anziano Steef), ma nasconde le sue gambe dentro degli stivaloni di ferro, anche se la sua reale identità verrà smascherata dai fuorilegge. I suoi punti deboli sono la scarsa igiene orale e i modi rudi con cui ha a che fare con la gente. Viene ben accolto dai Grubb che venerano lo Steef e quando lo straniero sconfigge Sekto lo acclamano come un eroe.

### Clakkerz
I Clakkerz sono gli abitanti che troveremo in giro per le città. Assomigliano a delle enormi galline e all'inizio non vedranno di buon occhio lo Straniero, a causa anche della loro "ospitalità" tipica delle genti del Sud di Mudos. Tuttavia, nel corso del gioco, i Clakkerz forniranno delle preziose informazioni sui fuorilegge e sulla collocazione dei luoghi. Si possono vedere spesso gironzolare per la città, spettegolando anche sulle ultime imprese dello Straniero. I Clakkerz principalmente lavorano sul settore delle materie prime, come l'agricoltura e sulle attività minerarie. La loro dieta è a base di Opple, frumento e anche dei Pawk'n'Been (Fagioli di Pawk). Vengono terrorizzati dai fuorilegge, è per questo che la richiesta di cacciatori di taglie è molto ben remunerata. Tra i Clakkerz che incontreremo in giro, quelli più noti sono "Eugene Ius" e "Skycarter Joe".

### Grubb
I Grubb sono un popolo di nativi assomiglianti a delle salamandre. La loro unica fonte di sopravvivenza è la pesca, ma la costruzione della diga ha prosciugato il fiume che permetteva loro di cibarsi. Sono spesso vittima di violenza da parte dei Wolvark e dai Clakkerz, vengono impiccati (perché pescano in acque proibite), bruciati i loro villaggi e rubati i loro idoli. Anche se verso la fine del gioco si ribellano a tutto ciò distruggendo la diga di Sekto.

### Saddik
Questo è l'unico Saddik presente nel gioco. Lo possiamo vedere durante il filmato nella quale parla con lo Straniero riguardo all'operazione chirurgica che intende sottoporsi e, una volta catturate tutte le taglie a New Yolk City, impiccato nel suo ritiro.Presente in "oddworld munch s' oddysee

### Sekto
Sekto è l'antagonista del gioco. È un Oktigi: un essere simile ad una seppia che si rileva essere un parassita succhia teste che ha la capacità di controllare un qualunque organismo ospite. Ha costruito la "Diga Sorgiva di Sekto", prosciugando l'unica fonte di sussistenza dei Grubb. Ha anche messo su un esercito privato di Wolvark, con il quale si diverte a tormentare i Grubb e a distruggere i loro villaggi. È anche un noto collezionista di teste di Steef nonché un essere viscido e straricco.

### Wolvarks
I Wolvarks, a prima vista, sembrano dei coccodrilli un po' grassotteli. Sono molto pericolosi e ne esistono di vari tipi, ognuno con le sue abilità. Fanno parte dell'esercito privato di Sekto, sono sadici e si divertono a tormentare i Grubb.

### Gloktigi
I Gloktigi sono gli "animali domestici" di Sekto. Hanno una testa enorme di colore violaceo, hanno 2 gambe formate da 3 lunghi artigli ciascuna. Hanno molte abilità tra cui il teletrasporto, una specie di rete appiccicosa che lanciano addosso allo Straniero per immobilizzarlo e infine possono girare come una trottola e infilzare lo Straniero se non riuscisse a liberarsi dalla rete.

## Versioni
Nel 2005 solo in America venne fatto un Pre-Order del gioco per XBOX, dove era incluso un DVD Bonus contenente filmati di tutti i giochi e materiale inedito.
Dopo il debutto su Xbox venne pianificato un porting su Playstation 2, ma venne poi cancellato
A dicembre 2011 (il 21 in Europa e Australia; il 27 negli Stati Uniti) è uscita una speciale versione del gioco solo in versione PlayStation 3, con una rinnovata grafica HD 720p, personaggi più dettagliati, dialoghi rimasterizzati e il pieno supporto con PlayStation Move. Questa nuova versione è disponibile solo in formato scaricabile tramite PlayStation Store. e per PC tramite Steam.
Il gioco venne doppiato per Xbox solo in inglese, francese e tedesco. Per la versione italiana e spagnola del gioco venne solo tradotto il manuale e il retro della custodia. Con la versione HD però, vennero aggiunte tante lingue sottotitolate, fra cui l'italiano.
Oddworld Inhabitans Studios ha annunciato nel settembre 2018 l'arrivo della versione HD per Nintendo switch.